# Friona varipes
Friona varipes là một loài tò vò trong họ Ichneumonidae.